# El gran falcó
El gran falcó (títol original: Hudson Hawk) és una pel·lícula estrenada el 1991, amb Bruce Willis i Andie MacDowell. Ha estat doblada al català.

## Argument
Hudson Hawk, més conegut com "el gran falcó", és un lladre de guant blanc que ha decidit jubilar-se després de deu anys passats darrere els barrots. Però quan el seu millor amic Tommy és agafat com a ostatge, i per treure'l d'allà, ha de reprendre les seves antigues activitats robant tres obres de Leonardo da Vinci.

## Repartiment
- Bruce Willis: Eddie "Hudson Hawk" Hawkins
- Danny Aiello: Tommy Five-Tone
- Andie MacDowell: Anna Baragli
- Richard E. Grant: Darwin Mayflower
- Sandra Bernhard: Minerva Mayflower
- James Coburn: George Kaplan
- Donald Burton: Alfred
- Andrew Bryniarski: Bounty
- David Caruso: Kit Kat
- Lorraine Toussaint: Nuts Amande
- Don Harvey: Snickers
- Leonardo Cimino: El Cardenal
- Frank Stallone: Cesar Mario
- Carmine Zozzora: Antony Mario
- Burtt Harris: Gates

## Al voltant de la pel·lícula
- La pel·lícula va ser un fracàs als ulls dels crítics[3] i del públic en la seva estrena en sales, havent obtingut 2 premis Razzie el 1991.
- El pròleg de la pel·lícula ens presenta a un Leonardo da Vinci exhaust, una personalitat del Renaixement que té unes quantes obres mestres cuinant-se: la seva escultura equina "Sforza", la Mona Lisa (veiem per què el somriure enigmàtic), i el més important, perfeccionant una forja d'alquímia.[4]